# Александрова, Ольга Сергеевна
Ольга Сергеевна Александрова (род. 28 января 1978, Харьков) — украинская, а с 2009 года — испанская шахматистка, международный мастер (2001), международный гроссмейстер среди женщин (1999).
Чемпионка Украины среди женщин (2004).
Ольга Александрова шахматами занималась в КДЮСШ № 4 города Харькова. Её тренерами были Михаил Григорьевич Хануков и Сергей Александрович Шедей.
Чемпионка Испании среди женщин (2013).

## Изменения рейтинга
| Графики недоступны из-за технических проблем. См. информацию на Фабрикаторе и на mediawiki.org. |